# Karl Heinrich Theodor Woltersdorf

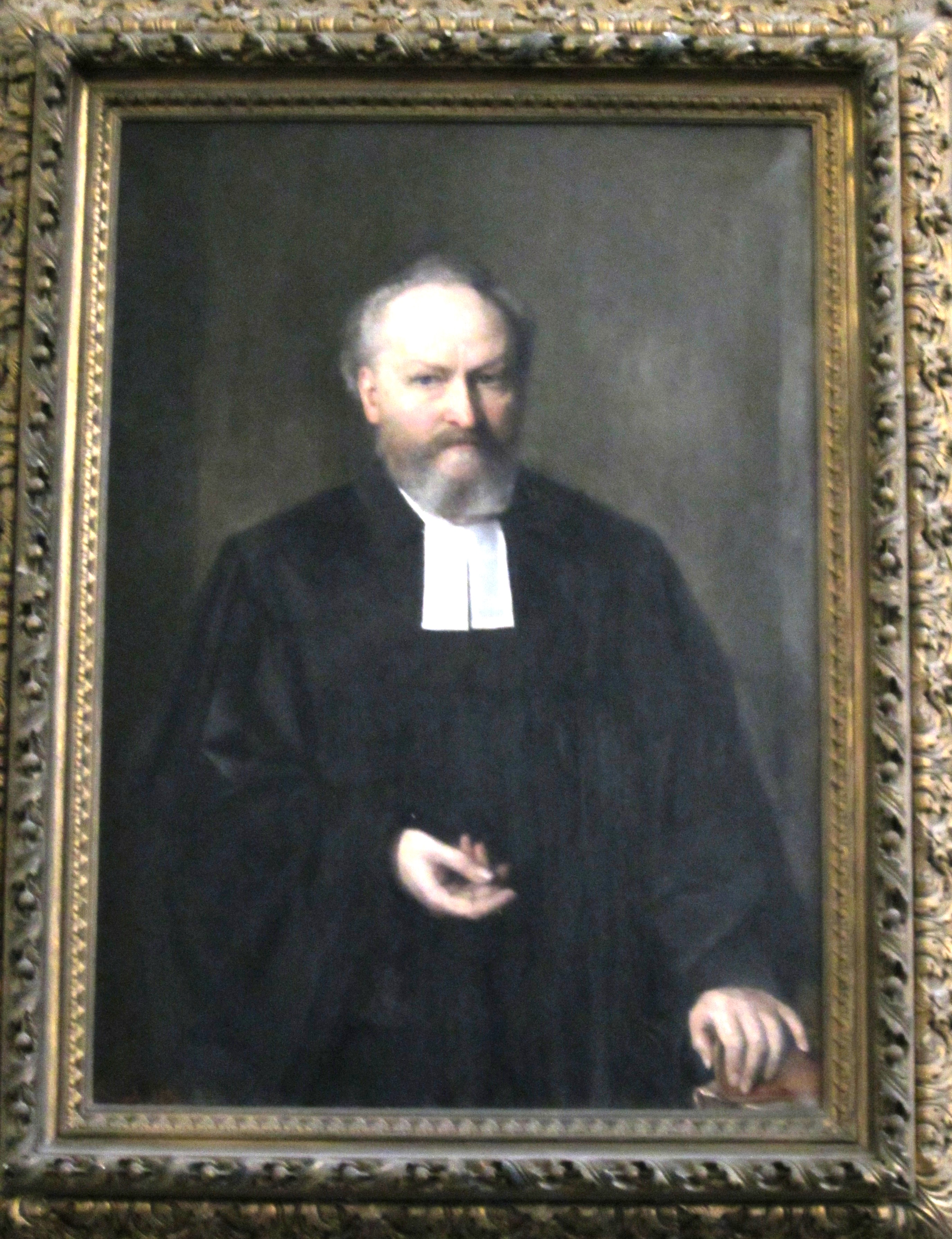
Theodor Woltersdorf

Karl Heinrich Theodor Woltersdorf (* 22. Dezember 1834 in Berlin; † 3. Oktober 1904 in Weimar) war ein deutscher Theologe und Kirchenhistoriker.
Theodor Woltersdorf war der jüngste Sohn des Berliner Apothekers Ernst Ludwig Woltersdorf (1794–1873) und dessen Ehefrau Auguste Albertine Schrader (1798–1881). Nachdem er vier Jahre lang in Sudenburg Maschinenbau gelernt hatte, machte er sein Abitur in Merseburg und studierte dann Theologie in Halle, Tübingen und Jena. Seine beiden theologischen Examen legte er 1859 und 1861 in Königsberg ab.
Woltersdorf war von 1866 bis 1899 Pastor am Dom St. Nikolai in Greifswald. Er war ein Vertreter der Liberalen Theologie und trat dem Protestantischen Verein bei. Wegen dieser Einstellung wurde seiner Ernennung zum Stadtsuperintendenten vom Berliner Oberkirchenrat nicht zugestimmt.
Seinen Ruhestand verlebte Woltersdorf in Arnstadt in Thüringen.
Woltersdorf war verheiratet mit Anna Rosalie Pabst (1832–1913). Der Sohn Ernst Gerhard (1866–1899) war Mediziner in Greifswald und verheiratet mit Frieda Caroline Emma Susemihl (1873–1925).

## Schriften
- Die Kirche. Vortrag gehalten im Berliner Unions-Verein am 7. März 1873. Berlin 1873
- Das Preußische Staatsgrundgesetz und die Kirche. Studien und Urkunden zur Verfassungsfrage der evangelischen Landeskirche in Preußen. Berlin 1873
- Die Rechtsverhältnisse der Greifswalder Pfarrkirchen im Mittelalter. Greifswald 1888
- Die Konservierung der Pfarr-Wittwen und -Töchter bei den Pfarren und die durch Heirat bedingte Berufung zum Predigtamte in Neuvorpommern und Rügen. In: Deutsche Zeitschrift für Kirchenrecht. Dritte Folge, XI. Band, Tübingen und Leipzig 1902, S. 177–246